# 크리스티안 쇠렌센 롱고몬타누스

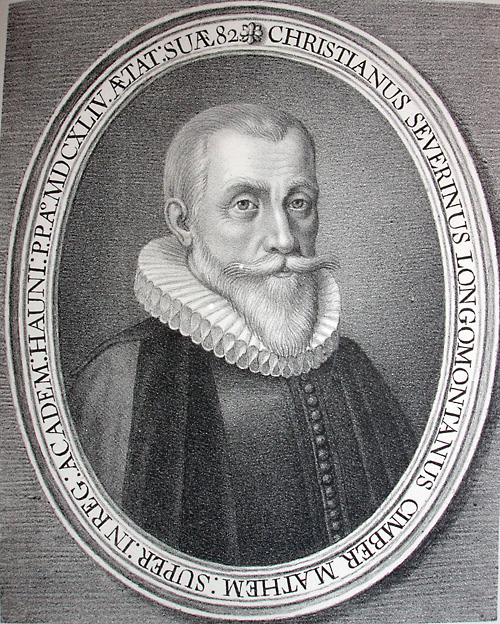
롱고몬타누스.

크리스티안 쇠렌센 롱고몬타누스(Christen Sørensen Longomontanus, 1562년 10월 4일 ~ 1647년 10월 8일)는 덴마크의 천문학자이다.